# Alberga gård

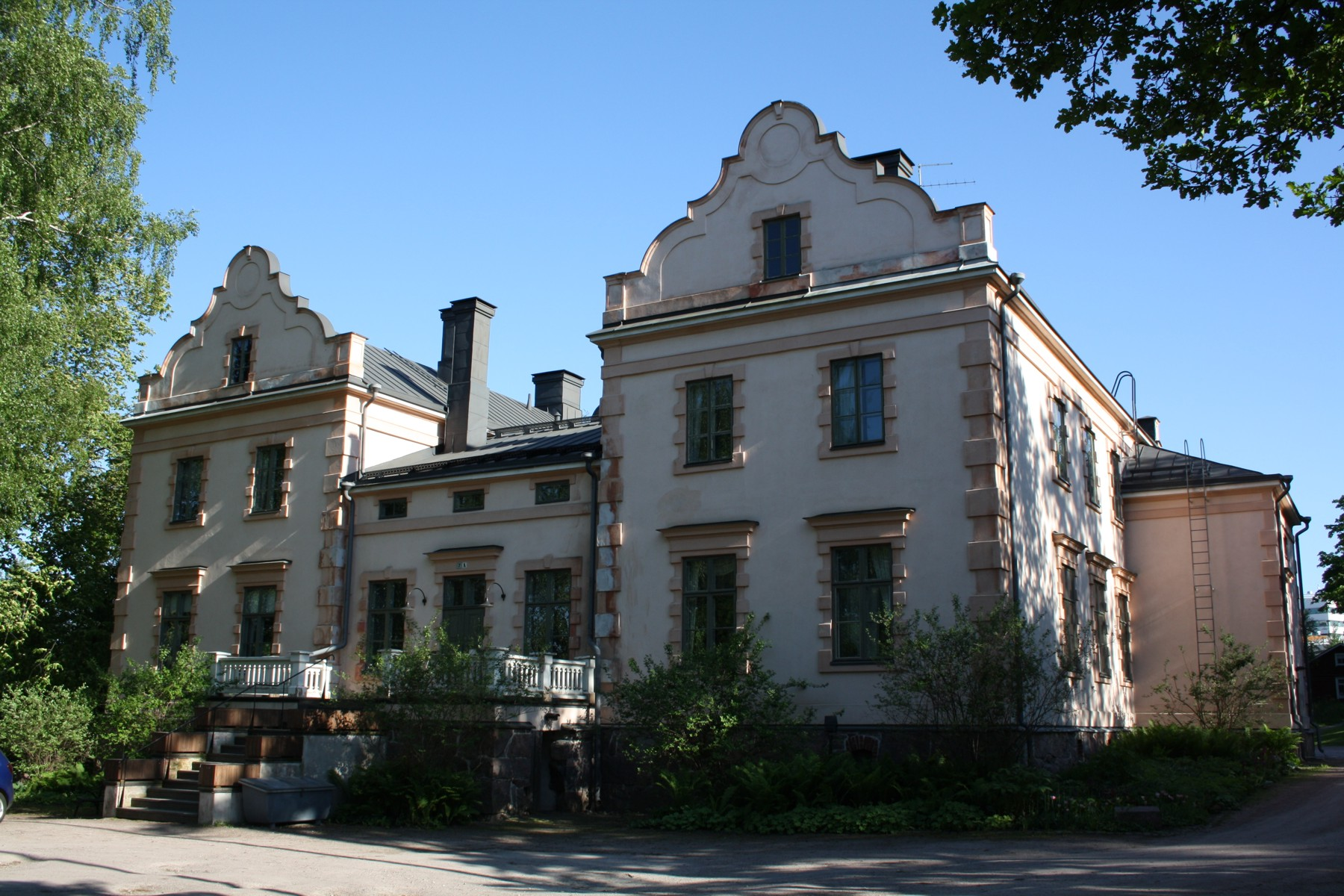
Alberga gård

Alberga gård (på finska Albergan kartano) är en herrgård i stadsdelen Alberga i Esbo stad. Herrgården är också känd under namnet Sockerslottet, eftersom den nuvarande huvudbyggnaden delvis är byggd av virke som använts till sockerlådor. Herrgården ägs numera av Esbo stad och den hyrs ut för kulturevenemang, samt till fester och konferenser. 
Alberga gårds historia går tillbaka till 1620-talet. Den nuvarande huvudbyggnaden byggdes som sommarvilla 1874–1876. Den uppfördes av sockerfabrikör konsul Feodor Kiseleff och ritades av arkitekt Frans Ludvig Calonius. På gårdsplanen ligger den så kallade trädgårdsmästarens stuga, som rustades upp i början av 2000-talet. 